# TCM (Gabelstapler)

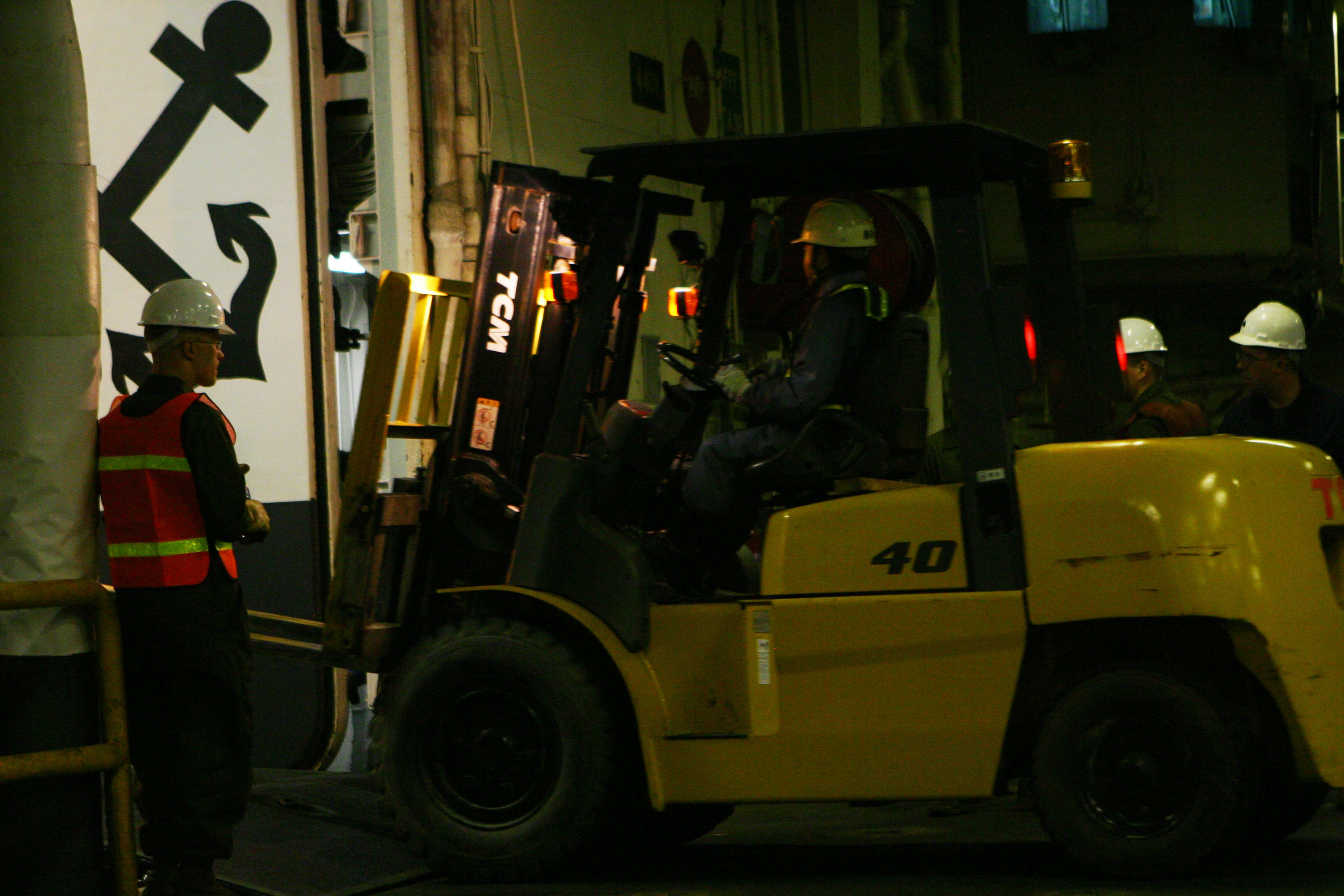
Gabelstapler von TCM im Einsatz für das United States Marine Corps

TCM Corporation (Toyo Carrier Manufacturing Co., Ltd.) war ein japanischer Gabelstaplerhersteller, der heute über UniCarriers zu Mitsubishi Nichiyu Forklift gehört.

## Geschichte
1947 gründete Noboru Niwa die Wartungsfirma Niwa Maintenance Operation Co., Ltd., 1949 wurde daraus das Unternehmen Toyo Carrier Manufacturing Co., Ltd. Im gleichen Jahr entwickelte und produzierte TCM Japans ersten Gabelstapler. Bereits ein Jahr später fand der erste Export nach China statt. Bis 2013 produzierte das Unternehmen weitere Fahrzeuge zur Materialbeförderung, unter anderem Elektrogabelstapler, Schaufelbagger, Radlader, Kompaktlader und RTG (Rubber Tyred Gantry Crane).
Im Jahr 1954 änderte sich der Firmenname zu Toyo Umpanki Co., Ltd. 1957 wurde ein Übereinkommen zur technischen Zusammenarbeit mit dem US-amerikanischen Gabelstaplerhersteller Clark abgeschlossen, das bis 1986 laufen soll. Das erste Vertretungsbüro außerhalb Japans wurde 1963 in Bangkok, Thailand, eröffnet. 1965 wurde Hitachi Zosen Hauptaktionär des Unternehmens. 1967 eröffnete TCM die erste Niederlassung in Europa und war damit einer der ersten japanischen Hersteller, der im europäischen Markt aktiv wurde. 1968 wurde das Tochterunternehmen Tou-un Kougyou Co., Ltd. (heute Ryugasaki-Werk) gegründet, 1976 TCM America (MBK), Inc. Im Jahr 1979 wurde der fünftausendste Kompaktlader produziert. 1983 orderte das Verteidigungsministerium der Vereinigten Staaten in den USA über 1.000 Maschinen.
Als erstes japanisches Unternehmen erzielte TCM 1986 ein Übereinkommen zur technischen Zusammenarbeit mit mehreren chinesischen Förderzeugherstellern. 1988 eröffnete man das Tochterunternehmen TCM Manufacturing USA Inc. in South Carolina, zwei Jahre später folgte TCM Europe S.A. in Belgien, 1991 Anhui Andong Foundry Co., Ltd. in China. Die Europäische Produktion lief über das Werk BN Spoorwegmaterieel en Metaal Constructies N.V. 1992 wurde das gemeinsame Unternehmen Mitsui Industrial Machinery GmbH als Distributor in Westdeutschland gegründet. Der Produktionsstandort Anhui TCM Forklift Co., Ltd. in China wurde 1993 in Betrieb genommen.
Zum 50. Jubiläum wurde das Unternehmen in TCM Corporation umbenannt. 2001 kam es zur Gründung des Tochterunternehmens TCM Asia Distribution Co., Ltd. in Thailand, 2003 zur Gründung von Shanghai TCM Forklift Trading Co., Ltd. in China sowie TCM Distribution USA Inc. in New Jersey, USA. 2003 erwarb Hitachi Construction Machinery 32 % der TCM-Aktien und stieg damit als Großaktionär in das Unternehmen ein. Im Jahr 2006 wurden das Mibu-Werk eröffnet und TCM Anhui Machinery Co., Ltd. und TCM Forklift Trucks in Texas, USA, gegründet. 2006 veranstaltete TCM seine erste Weltmesse in Thailand. 2008 folgte das Tochterunternehmen TCM France S.A.S. in Lyon, Frankreich. Drei Partnergesellschaften in den USA verbanden sich 2009 zu TCM America, Inc. Im gleichen Jahr wurde Hitachi Construction Machinery Co. zum Alleingesellschafter des Unternehmens. 2010 wurde der Baumaschinen-Geschäftszweig in die Hitachi Construction Machinery Co. überführt, sodass TCM nun ausschließlich für die Herstellung von Gabelstaplern verantwortlich war.
Am 1. April 2013 vereinten sich Nissan Forklift (inkl. Atlet) und TCM Corporation zum neuen Unternehmen UniCarriers Holdings Corporation, an dem das staatlich dominierte PPP-Unternehmen Innovation Network Corporation of Japan (INCJ) 53,3 % der Anteile, Hitachi Construction Machinery 26,7 % und Nissan Motor 20 % hielten und das mit rund 5500 Beschäftigten im Geschäftsjahr 2015 einen Umsatz von 184,2 Mrd. Yen erzielte. Die UniCarriers Corporation wurde 2015 für rund 110 Mio. Yen (808 Mio. Euro) von Mitsubishi Heavy Industries (MHI) übernommen, die dadurch zum weltweit drittgrößten Hersteller von Gabelstaplern wurden.

## Ehemalige Konzernstruktur unter Hitachi
- TCM Corporation, Ltd., Japan
  - Hauptsitz in Kyomachibori, Osaka
  - Shiga-Werk, Präfektur Shiga
  - Hitachi Zosen Handling System (HZHS)-Werk, Präfektur Hiroshima

Tochtergesellschaften
- TCM (Anhui) Machinery Co. Ltd., Hefei, Anhui, China
- TCM Asia Distribution Co. Ltd., Samut Prakan, Thailand
- TCM Malaysia Sdn. Bhd., Shah Alam, Malaysia
- TCM Europe NV/SA, Zaventem, Belgien
- TCM America Inc., West Columbia, South Carolina, USA

## Produkte
Neben Gabelstaplern mit Verbrennungsmotoren (Diesel oder LPG) und batteriebetriebene Gabelstaplern bietet das Unternehmen ebenfalls Niederhubwagen, Hochhubwagen, Kommissionierautomaten, Schubmaststapler und Kompaktlader an.